# Un poco de satisfacción
Un poco de satisfacción es una canción de la banda Miguel Mateos/ZAS. Este tema es el más famoso y conocido del grupo. Esta canción pertenece a la placa Huevos, grabada en 1983

## Significado y contexto
El mensaje que trata plasmar esta canción es justamente buscar la total felicidad y evitar el pasado reciente oscuro y poco prometedor en el que vivía la Argentina durante esos años del Proceso de Reorganización Nacional. Para ese entonces miles de jóvenes del país buscaban una puerta hacia la esperanza en la denominada "primavera democrática" dejando atrás las épocas oscuras de la dictadura militar.

## Estructura
La canción comienza con un poderoso riff de guitarra y un bombo en negra para después acoplarse el bajo y el teclado de Miguel a eso sumado un coro repitiendo constantemente "nena dame un poco más" lo que también puede significar un mensaje de doble sentido. El estribillo estalla con "arriba el sol aquí la vida, una canción un poco de satisfacción" ya sin el bajo y sin la guitarra.

## Músicos
- Miguel Mateos (Teclados, guitarra, voz)
- Alejandro Mateos (Batería)
- Fernando Lupano (Bajo)
- Pablo Guyot (Guitarra)

- Datos: Q17274870